# Sant Esteve d'Olzinelles
Sant Esteve d'Olzinelles és una església parroquial situada dins el terme municipal de Sant Celoni (Vallès Oriental) inclosa a l'Inventari del Patrimoni Arquitectònic de Catalunya. Aquesta església depenia del monestir benedictí de Sant Cugat del Vallès.

## Descripció
És un edifici religiós amb una façana de l'any 1786. És de paredat, arrebossada i emblanquinada. A la portada hi ha una porta rectangular, amb motllura de petites dimensions. Al damunt hi ha una cornisa i un arc ressaltat, formant un frontó, decorat amb una creu senzilla en el centre. Hi ha un ull de bou amb la data de 1786 a sota. El campanar presenta espadanya, amb dos arcs de mig punt. L'interior té una sola nau, amb volta de mig punt i tres trams. Sembla que el segle xvii es va reformar. Té un absis circular.

## Història
Documentada des del 1083. es desconeix la data de construcció però guarda encara alguns dels elements romànics de l'època, l'actual és quasi tota de la reconstrucció de 1786. Al costat hi ha la rectoria de Sant Esteve d'Olzinelles.
L'any 1977 s'hi fundà una petita comunitat de monges cistercenques procedents del monestir francès de Boulou. Aquesta comunitat s'extingí l'any 1982.